# Luigi Pelloux
Luigi Pelloux (La Roche-sur-Foron, Francia; 1 de marzo de 1839-Bordighera, Italia; 26 de octubre de 1924) fue un general y político italiano. Fue presidente del Consejo de Ministros del Reino de Italia del 29 de junio de 1898 al 24 de junio de 1900, su gobierno fue considerado por los historiadores como conservador y militarista.

## Biografía
Pelloux nació en La Roche-sur-Foron, Saboya, entonces parte del Reino de Cerdeña. Entró en el ejército como teniente de artillería en 1857, ganó la medalla al valor militar en la batalla de Custoza en 1866, y el 20 de septiembre de 1870, comandó la brigada de artillería que abrió una brecha en la muralla de Roma en Porta Pia, lo que permitió a los soldados Bersaglieri  entrar en Roma y completar la unificación de Italia. Entró en el ministerio de guerra en 1870, y en 1880 se convirtió en secretario general, en cuya capacidad introdujo muchas reformas útiles en el ejército.
En 1881 fue elegido diputado por Livorno, al que representó hasta 1895, y se unió al partido de izquierdas. Tras una sucesión de altos mandos militares, recibió el nombramiento de jefe del Estado Mayor en 1896. Fue ministro de Guerra en los gabinetes de Rudinì y Giolitti de 1891-1893. En julio de 1896 retomó la cartera de Guerra en el gabinete de Rudinì y fue nombrado senador. En mayo de 1897 consiguió la aprobación del proyecto de ley de reforma del ejército, que fijaba el gasto militar italiano en un máximo de 9.560.000 al año, pero en diciembre de ese año fue derrotado en la Cámara en la cuestión de la promoción de los oficiales.

## Primer ministro de Italia
Dimitió y fue enviado como comisario real a Bari en mayo de 1898, donde, sin recurrir a la ley marcial, consiguió restablecer el orden público reprimiendo las manifestaciones callejeras que pedían "pan y trabajo". Tras la caída de Rudinì en junio de 1898, tras la masacre de Bava-Beccaris, el general Pelloux recibió del rey Humberto la misión de formar un nuevo gobierno y asumió el cargo de primer ministro y ministro del Interior. Dimitió en mayo de 1899 por su política hacia China.
El ministro de Asuntos Exteriores italiano, Felice Napoleone Canevaro, había exigido que el Imperio chino le concediera un contrato de arrendamiento para una estación de carbón naval en la bahía de Sanmen (conocida como "bahía de San-Mun" por los italianos), similar al contrato de arrendamiento que el Imperio alemán había conseguido en 1898 en la bahía de Kiautschou. China se negó a cumplir e Italia tuvo que retirar su ultimátum, convirtiéndose en la primera y única potencia occidental en no lograr sus objetivos territoriales en China. El fiasco fue una vergüenza que dio a Italia, todavía herida por su derrota a manos del Imperio etíope en la batalla de Adowa en 1896, la apariencia de una potencia de tercera categoría. Pelloux y sus colegas ministros del gabinete afirmaron que Canevaro había actuado sin informarles, y se creía ampliamente que el rey Humberto I fue quien le había dado a Canevaro las órdenes de adquirir una concesión en China.
Pelloux recibió de nuevo el encargo de formar un gobierno. Su nuevo gabinete era esencialmente militar y conservador, el más decididamente conservador desde 1876. Tomó medidas severas contra los elementos revolucionarios en Italia. El proyecto de ley de seguridad pública para la reforma de las leyes de policía, que había asumido del gabinete de Rudinì y que finalmente se promulgó por decreto real, fue ferozmente obstaculizado por el Partido Socialista de Italia (PSI) y la extrema izquierda. La ley ilegalizaba las huelgas de los empleados estatales; otorgaba al ejecutivo amplios poderes para prohibir reuniones públicas y disolver organizaciones subversivas; restablecía las penas de destierro y arresto preventivo para los delitos políticos; y reforzaba el control de la prensa al responsabilizar a los autores de sus artículos y declarar delito la incitación a la violencia.
Los radicales y socialistas inician una campaña obstruccionista contra la nueva ley coercitiva utilizando el filibusterismo : puntos de orden, discursos interminables y otras tácticas dilatorias procesales.  Cuando Pelloux intentó forzar la ley a través del Parlamento por decreto real en junio de 1899, políticos más moderados como Giuseppe Zanardelli y Giovanni Giolitti que consideraban la medida inconstitucional, se unieron a la oposición. La creciente oposición logró obligar al general Pelloux a disolver la Cámara en mayo de 1900 y a dimitir del cargo después de las elecciones generales de junio.

## Carrera posterior
En el otoño de 1901 fue nombrado comandante del cuerpo de ejército de Turín. Se retiró en 1905. Pelloux murió en Bordighera en 1924.

## Distinciones

### Órdenes
- Caballero gran cruz de la Orden de los Santos Mauricio y Lázaro ( Italia).
- Caballero gran cruz de la Orden de la Corona de Italia ( Italia).
- Comendador de la Orden militar de Saboya ( Italia, 11 de diciembre de 1870).
- Caballero gran cruz de la Legión de Honor ( Francia).
- Caballero de II clase de la Orden del Águila Roja ( Imperio Alemán).
- Caballero de III clase de la Orden de Santa Ana ( Imperio Ruso).

### Militares
- Medalla de Plata al Valor Militar ( Italia). —Batalla de Custoza—
- Medalla Conmemorativa de las campañas de las Guerras de Independencia ( Italia).
- Medalla en conmemoración la unificación de Italia ( Italia).